# Хокејашка лига Казахстана
Хокејашка лига Казахстана (рус. Чемпионат Казахстана) је по рангу највиша лига хокеја на леду у Казахстану.

## Историја
Хокејашка лига Казахстана је основана након распада СССР-а 1992. године. Највише титула до сада је освојила екипа Казцинк-Торпедо (13)
Два казахстанска клуба се такмиче изван Хокејашке лиге Казахстана. Барис се такмичи у Континенталној хокејашкој лиги а Казцинк-Торпедо у ВХЛ-у, другом рангу такмичења у Русији.

## Клубови у сезони 2011/12.
- Алма Ата
- Арлан Кокцзетав
- Аристан Темиртау
- Барис II
- Беибарис Атирау
- Горниак Рудни
- Иртиш Павлодар
- Казцинк-Торпедо II
- Казакмис Сатпајев
- Сари-Арка Караганда

## Шампиони
- 1992/93 - Торпедо
- 1993/94 - Торпедо
- 1994/95 - Торпедо
- 1995/96 - Торпедо
- 1996/97 - Торпедо
- 1997/98 - Торпедо
- 1998/99 - Булат Темиртау
- 1999/00 - Торпедо
- 2000/01 - Торпедо
- 2001/02 - Казцинк-Торпедо
- 2002/03 - Казцинк-Торпедо
- 2003/04 - Казцинк-Торпедо
- 2004/05 - Казцинк-Торпедо
- 2005/06 - ХК Казакхмис Караганда
- 2006/07 - Казцинк-Торпедо
- 2007/08 - ХК Барис II
- 2008/09 - ХК Барис II
- 2009/10 - ХК Сари-Арка Караганда
- 2010/11 - Беибарис Атирау